# Katastrofa lotu Aerofłot 1492
Katastrofa lotu Aerofłot 1492 – katastrofa lotnicza samolotu Suchoj Superjet 100, należącego do rosyjskich linii lotniczych Aerofłot, do której doszło 5 maja 2019 roku pod Moskwą. Na pokładzie znajdowało się 73 pasażerów i 5 członków załogi. Samolot stanął w płomieniach po wylądowaniu. Zginęło 41 osób, w tym dwoje dzieci.

## Samolot
Samolot SSJ 100 (RRJ-95B) zn. rej. RA-89098 wyprodukowano w Komsomolsku nad Amurem, a w liniach lotniczych nadano mu imię „Mustaj Karim”. Do czasu katastrofy wylatał 2710 godz. i 17 min. podczas 1658 cykli.

## Przebieg lotu

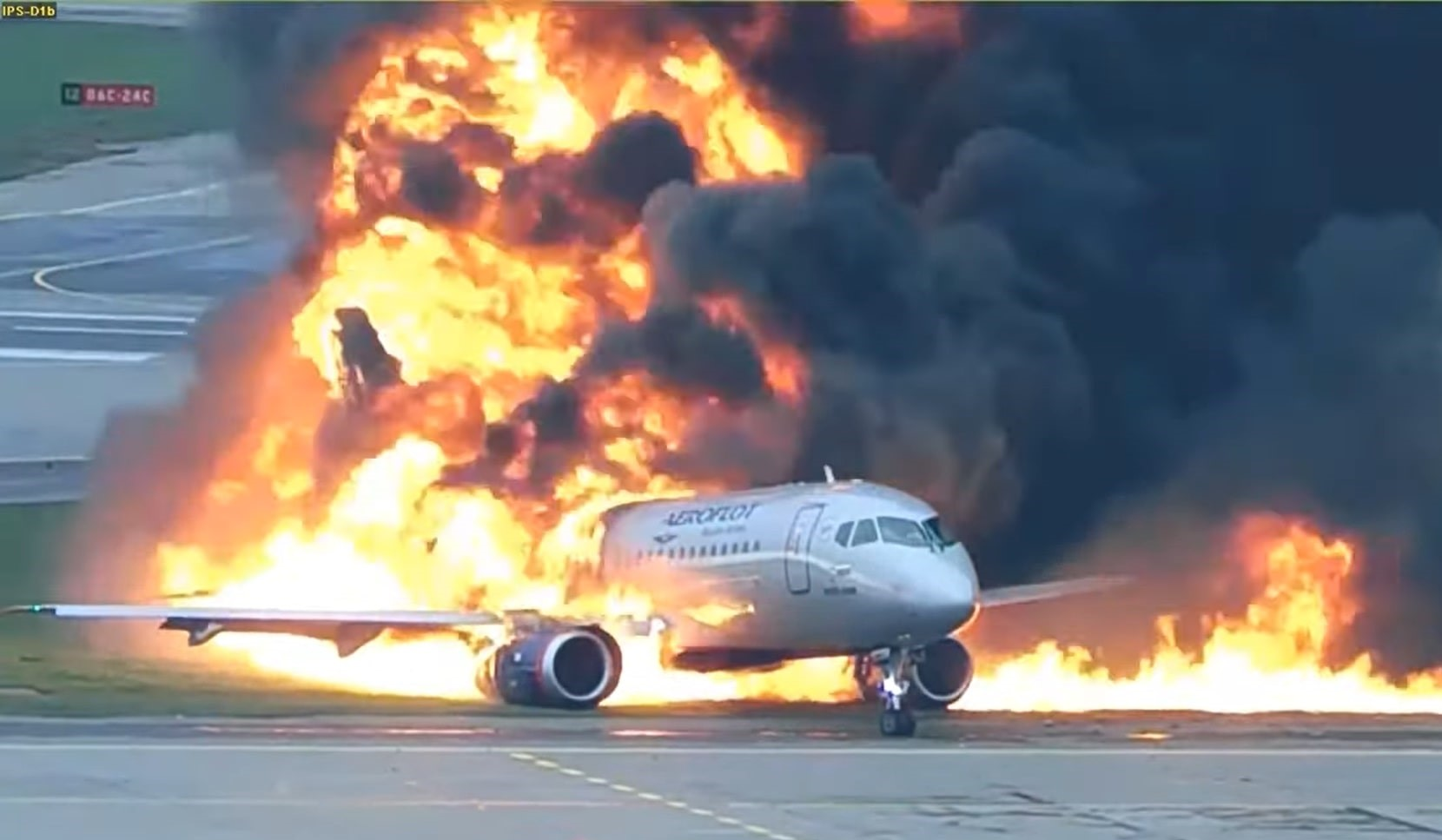
Zdjęcie z katastrofy

Samolot Suchoj Superjet 100, należący do linii lotniczych Aerofłot, miał odbyć regularny lot rejsowy z Moskwy (lotnisko Szeremietiewo) do Murmańska. Maszyna wystartowała o godzinie 18:04. Kapitanem samolotu był Dienis Jewdokimow, a drugim pilotem był Maksim Kuzniecow. Według agencji Interfax, niedługo po starcie pilot wysłał sygnał alarmowy. 30 minut po starcie samolot zawrócił i podjął próbę podejścia awaryjnie do lądowania. Maszyna lądując awaryjnie (trudne warunki pogodowe spowodowały, że dopiero przy 2. próbie udało się wylądować) uderzyła w pas startowy podwoziem, a następnie ogonem, po czym stanęła w płomieniach. Do zderzenia z ziemią przyczyniły się utracenie przez załogę łączności radiowej oraz problemy z systemami kontrolnymi. Po nieudanym awaryjnym lądowaniu paliwo wylało się ze zbiorników i doszło do jego zapłonu; płomienie zajęły tylną część kadłuba, która została całkowicie zniszczona.
Niektórzy pasażerowie opuszczający samolot po trapach ewakuacyjnych mieli ze sobą bagaż; fakt ten wpłynąć miał znacząco na opóźnienia w procesie ewakuacji i uniemożliwić opuszczenie pokładu przez pozostałe osoby.
5 maja koncern Suchoj poinformował, że samolot, który spłonął, był w użytkowaniu od 2017 roku. Ostatni przegląd techniczny przeprowadzono na początku kwietnia 2019 roku.

## Skutki
Elena Markowskaja w wydanym oświadczeniu Komitetu Śledczego Rosji poinformowała, że w wyniku pożaru samolotu, spośród 78 osób, które znajdowały się na pokładzie, zginęło 41 osób (w tym jeden członek załogi).
Początkowo z powodu katastrofy lotnisko Szeremietiewo zostało zamknięte. W Szeremietiewie opóźnionych zostało ponad 100 lotów, a kolejne odwołano. Część samolotów przekierowanych zostało na drugi moskiewski port lotniczy, Domodiedowo. Ponad 20 maszyn skierowano na lotnisko w Niżnym Nowogrodzie. Po tym zdarzeniu linie Aerofłot powołały sztab kryzysowy.

## Ofiary katastrofy
| Kraj              | Pasażerowie | Załoga | Razem |
| ----------------- | ----------- | ------ | ----- |
| Rosja             | 39          | 1      | 40    |
| Stany Zjednoczone | 1           | -      | 1     |
| Razem             | 40          | 1      | 41    |

- Źródło:[7].